# بخش لالیتپور، نپال
بخش لالیتپور (به لاتین: Lalitpur District) یک بخش در نپال است که در استان شماره ۳ واقع شده‌است. بخش لالیتپور ۳۵۰ کیلومتر مربع مساحت و ۴۶۸٬۱۳۲ نفر جمعیت دارد.